# DFI Retail Group

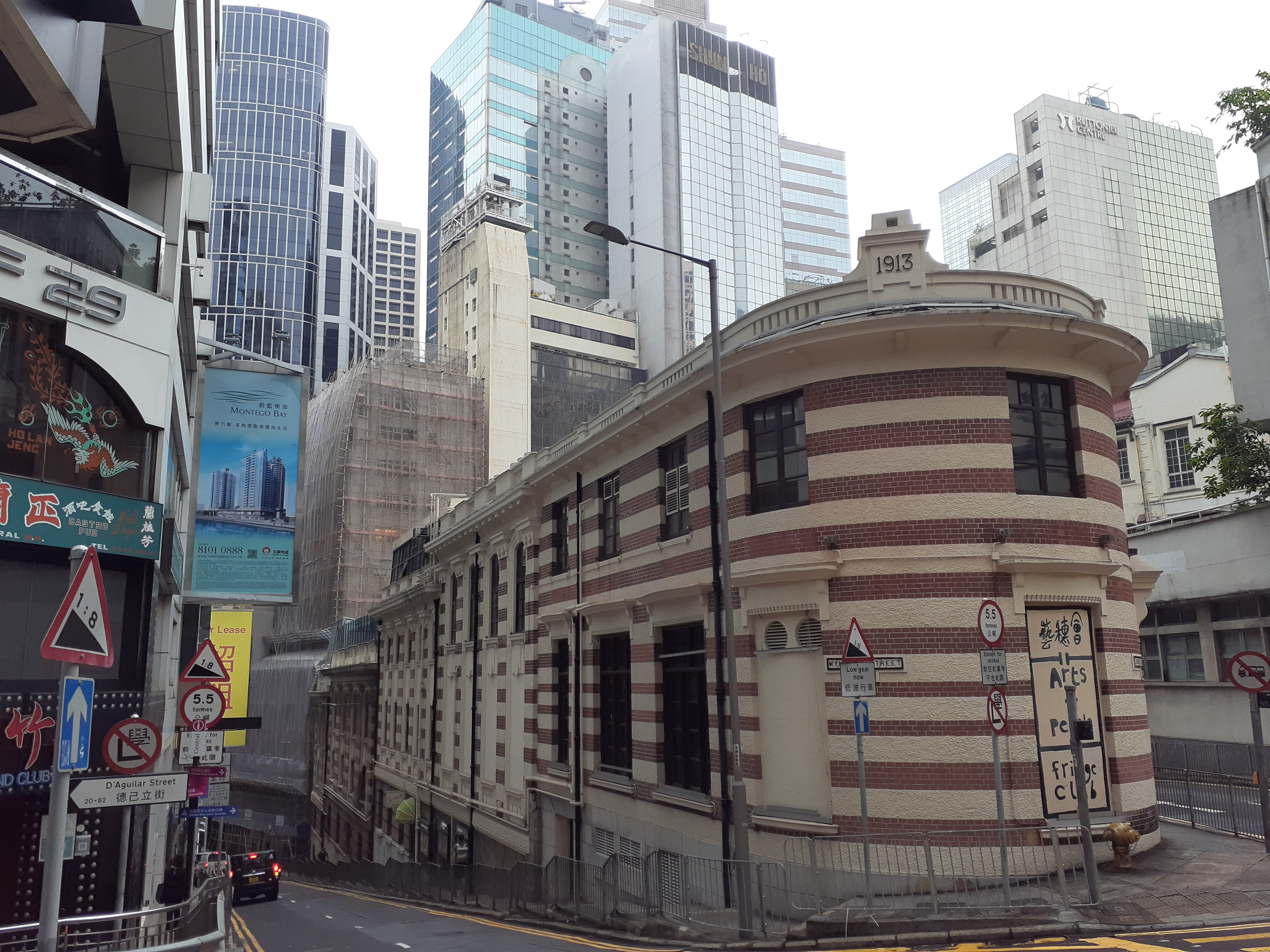
Das 1892 erbaute Dairy Farm-Zentraldepot in der Lower Albert Road. Das Gebäude beherbergt heute den Foreign Correspondents' Club und den Hong Kong Fringe Club. (2021)

Die DFI Retail Group Holdings Limited (Traditionelles Chinesisch牛奶國際控股有限公司 Vereinfachtes Chinesisch牛奶国际控股 Transkription Standard Mandarin Hanyu PinyinNiúnǎi Guójì Kònggǔ YǒuxiàngōngsīYue: Kantonesisch Jyutpingngau4 naai5 gwok3 zai3 hung3 gu2 jau5 haan6 gung1 si1, ehemals firmierend unter Dairy Farm International Holdings Limited) ist eine Einzelhandelsholding mit Sitz in Hongkong und Niederlassungen auf den Bermudas und in Singapur. Der Unternehmensfokus liegt auf Supermärkten, Drogeriemärkten und Restaurants, sowie auf der Franchiselizenz für IKEA für mehrere Länder Asiens.
Die DFI Retail Group ist eine mittelbare Tochtergesellschaft der Jardine Matheson Holdings, sowie ein direktes Tochterunternehmen der Jardine Strategic, einer börsennotierten Holdinggesellschaft. Jardine Strategic hält eine Beteiligung von 78 % an DFI.
Die DFI Retail Group ist an der Londoner Börse notiert, Zweitnotierungen sind an der Singapore Exchange (SGX) und der Bermuda Stock Exchange (BSX).
Die Gruppe ist in 13 Ländern mit über 10.600 Filialen tätig und beschäftigt rund 216.000 Mitarbeiter. Der Gesamtumsatz der Gruppe lag 2023, einschließlich 100 % der assoziierten Unternehmen und Joint Ventures, bei 26,5 Milliarden US-Dollar. Der Gesamtumsatz der Tochtergesellschaften lag bei 9,2 Mrd. USD. Der Gewinn der Gruppe belief sich auf 155 Millionen US-Dollar.

## Name
DFi steht für Dairy Farm International (deutsch: Milchbauernhof International), dem ursprünglichen Namen des 1886 als Milchbauernhof gegründeten Unternehmens.

## Geschichte

### Gründungsphase im 19. Jahrhundert
Die Dairy Farm Company Limited wurde 1886 als landwirtschaftlicher Betrieb von dem schottischen Tropenmediziner Sir Patrick Manson und den fünf Hongkonger Geschäftsleuten Sir Paul Chater, Phineas Ryrie, Granville Sharp, WH Ray und JB Coughtry mit einem Kapital von 30.000 HK$ und 80 aus Schottland importierten Rindern in Pok Fu Lam, Hongkong gegründet.

Altes Logo bis 2021

Unternehmensziel war die Verbesserung der Gesundheit der Hongkonger Bevölkerung durch die Lieferung von sauberer und unbelasteter Kuhmilch zu einem bezahlbaren Preis.
Die Dairy Farm erwirtschaftete 1888 einen Gewinn von 3.385 HK$, nachdem sie im ersten Jahr 13.187 HK$ Verlust gemacht hatte. Im Jahr 1889 stieg der Gewinn auf 4.374 HK$. 1892 wurde ein Zentraldepot in der Lower Albert Road eröffnet. Das Gebäude beherbergt heute den Foreign Correspondents' Club, Hong Kong und den Hong Kong Fringe Club.
1899 begann die Gesellschaft mit dem Import von Butter aus Australien.

### Wandel zum Einzelhändler und Lebensmittelproduzenten
Ab 1900 wurde die landwirtschaftliche Produktion um die Aufzucht von Schweinen und Hühnern erweitert. Dairy Farm wurde Lieferant von Fleisch und Eiern für Schiffe, Krankenhäuser und das Militär in großen Mengen. 1903 eröffnete das erste Einzelhandelsgeschäft in der Lower Albert Road, Central und das Unternehmen importierte Tiefkühlfleisch aus Australien. 1911 kaufte Dairy Farm das Tiefkühlkostgeschäft von Butterfield and Swire und tätigte damit seine erste große Unternehmensübernahme.
Das Zentrallager von Dairy Farm wurde 1916 zu Hongkongs erstem Supermarkt/Delikatessengeschäft umgestaltet. 1918 eröffnete Dairy Farm eine zweite Filiale in Manson House, Nathan Road, Kowloon. Das Unternehmen übernahm die Hong Kong Ice Company und änderte seinen Namen in The Dairy Farm, Ice & Cold Storage Company Limited. 1924 wurde eine hochmoderne Eisfabrik in East Point gebaut.

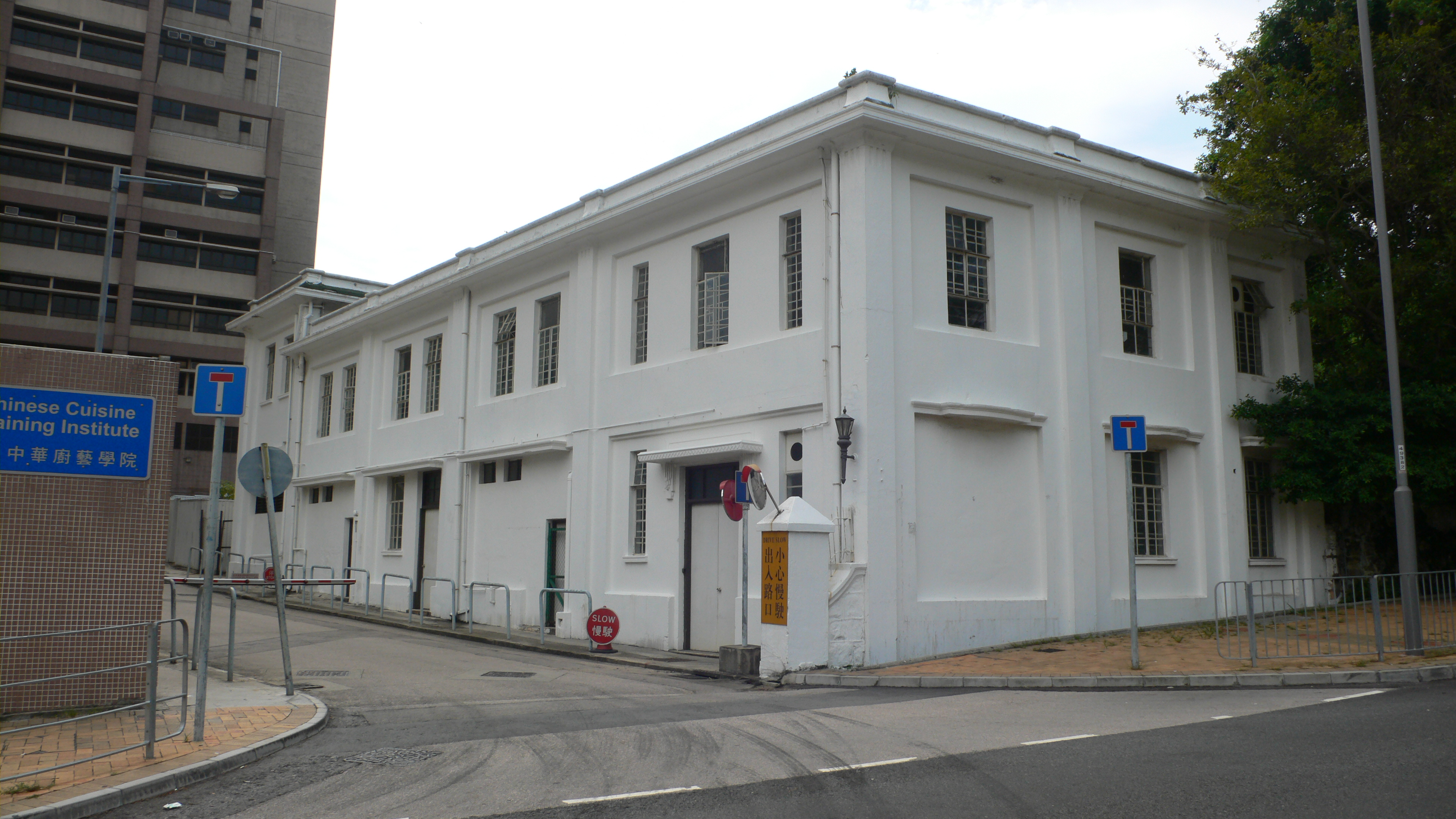
Alte Unternehmenszentrale Dairy Farm bis 1941

1928 produzierte man nun täglich 1.000 Gallonen Milch sowie Frischfleisch, Sahne und Eiscreme. Das Unternehmen betrieb sechs Einzelhandelsgeschäfte in Hongkong und belieferte Verbraucher in Macau und China. 1936 wurden Schutzverschlüsse auf den Milchflaschen eingeführt. Dies stärkte den guten Ruf des Unternehmens für seine strenge Hygiene. 1941 eröffnete Dairy Farm neue Büros im Windsor House in der Des Voeux Road, Central. Japan marschierte in Hongkong ein, das Geschäft kam nahezu zum Erliegen. Als Hongkong 1946 befreit wurde, erholte Dairy Farm sich schnell und verzeichnete einen Nettogewinn von 1.519.292 HK$.

### Wachstum der Einzelhandelssparte
1960 fusionierten die Dairy Farm Lebensmittelgeschäfte und Lane Crawford und gründeten Dairy Lane Limited. 1964 wurde die 1945 von Wu Chung-hai und Lau Lin gegründete Lebensmittelkette Wellcome erworben. Dairy Farm kaufte den Anteil von Lane Crawford an Dairy Lane Limited auf.
1967 - 70 begann die Expansion nach Übersee. Das Unternehmen beteiligte sich an verschiedenen australischen Unternehmen, kaufte die Obst- und Nussfarm Simarloo und eine Rinderfarm in Australien und weitete seine Catering-Dienste auf Minenlager in Australien und Indonesien aus. Das Unternehmen stieg in den Großhandel ein und erweiterte sein Sortiment an Molkereiprodukten und Tiefkühlkost.

### Übernahme durch Hongkong Land
1972 wurde Dairy Farm von Hongkong Land, einer Investmenttochter der Jardine Matheson Holdings übernommen. Dairy Farm behielt seine Unabhängigkeit, seine bewährte Betriebsstruktur und seine Unternehmenspersönlichkeit.
1973 wurde Fitzpatrick's Food Supplies (Far East) Ltd. mit Sitz in Singapur erworben.
1976 wurden 51 Prozent der Manning Dispensary Ltd, einer Kette von drei Apotheken, die von einer Hongkonger Arztpraxis betrieben wurde, erworben. Central Depot fiel an die Krone zurück und beendete damit seine 72-jährige Verbindung mit Dairy Farm.
1979 unterzeichnete Dairy Farm einen Vertrag über die Lieferung von 18 Tonnen Milch pro Tag von der Kwangming-Farm in Shenzhen. Dairy Farm erwarb die Franklins-Kette mit 75 „No Frills“-Läden in Australien. 
1980 ging in die Geschichte ein, indem das erste chinesisch-ausländische Joint Venture, zu Beginn Deng Xiaopings Politik der offenen Tür, gegründet wurde. Das Joint Venture betrieb die Flugküche für den Flughafen Peking.
1981 ging Phil Oram in den Ruhestand. Owen Price übernahm die Geschäftsführung von Dairy Farm.
1983 wurde die Kuhherde von Dairy Farm in Pokfulam verkauft. Dairy Farm begann mit der Veräußerung seiner australischen Landwirtschafts- und Viehzuchtinteressen.
1985 unterzeichnete Dairy Farm ein Joint Venture mit der Guangdong Foods Industry Corp. zur Gründung der Guangzhou Refrigerated Foods Ltd. und gründete eine Speiseeisfabrik.

### Abspaltung von Hongkong Land und Börsengang
1986 feierte Dairy Farm sein hundertjähriges Bestehen. Im Dezember wurde das Unternehmen von der Jardine-Matheson-Tochter Hongkong Land abgespalten und an der Hongkonger Börse notiert. Im Rahmen der Abspaltung übernahm Dairy Farm von Hongkong Land eine 50-prozentige Beteiligung an Catering- und Restaurantbetreiber Maxim's. 1987 erwarb Dairy Farm 25 Prozent von Kwik Save – der sechstgrößten Supermarktkette im Vereinigten Königreich. Das Unternehmen begann mit dem Betrieb von Supermärkten in Taiwan. 1989 erwarb Dairy Farm das Franchise für die 7-Eleven Supermarktkette in Hongkong von Jardine Matheson.

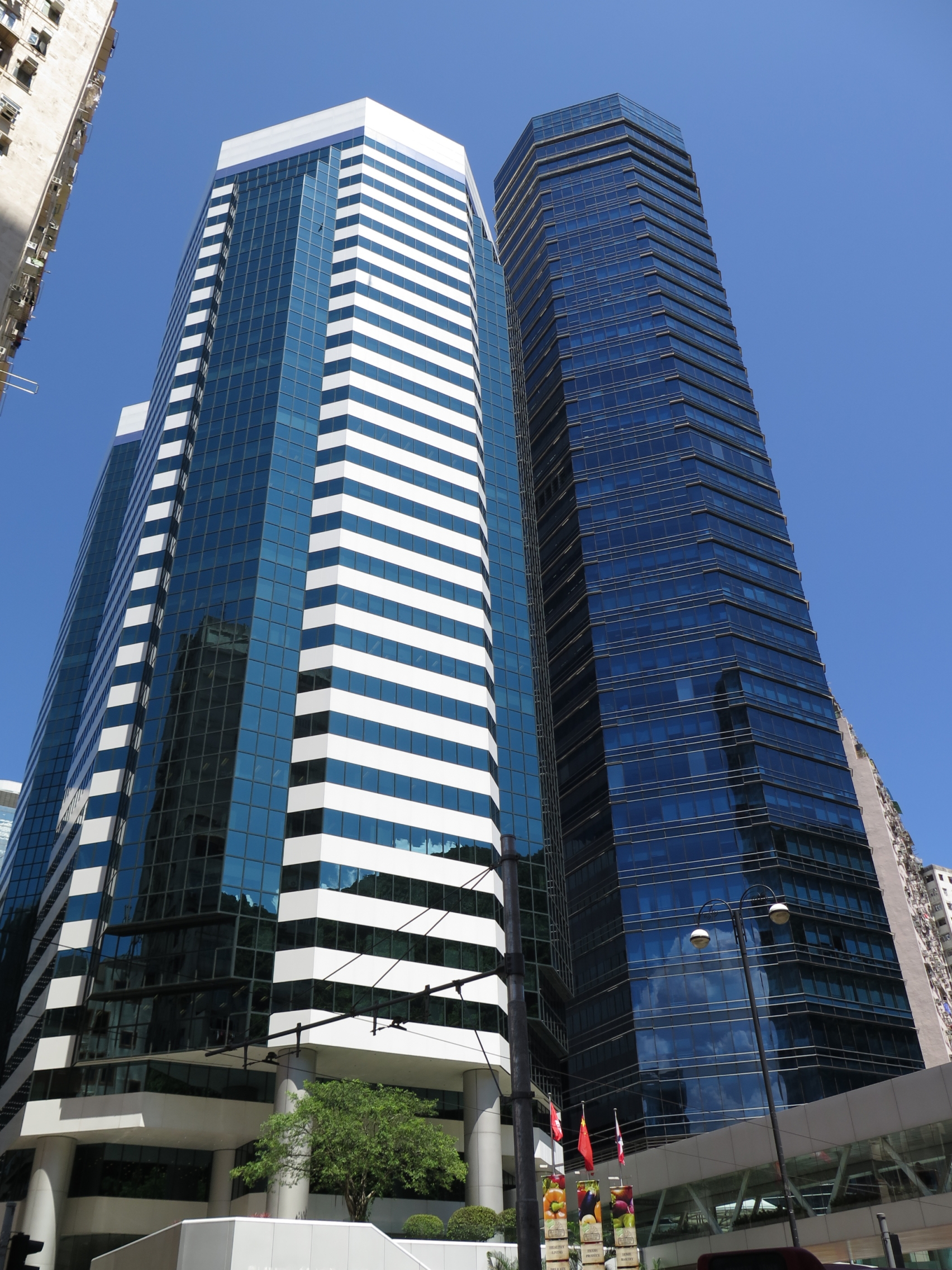
Unternehmenszentrale Devon House, Hongkong

1990 kaufte Dairy Farm die spanische Supermarktkette Simago mit 108 Filialen und die 61 Filialen der Supermarktkette Woolworths mit in Neuseeland.

### Teilverkauf an Nestlé und weitere Expansion
1992 wurden fünf 7-Eleven-Filialen in Shenzhen eröffnet. Dairy Farm verkaufte 51 % seiner Molkereibetriebe in Hongkong und Guangzhou an Nestlé. Nestlé kaufte den Markennamen Dairy Farm und lizenzierte ihn für 50 Jahre an das Unternehmen zurück. 1993 übernahm Dairy Farm Singapore Cold Storage mit einem Netz von 142 Läden. 1994 unterzeichnete Dairy Farm eine Absichtserklärung zur Errichtung von drei Supermärkten in Shanghai, Shenzhen und Guangzhou und gründete ein 50:50-Supermarkt-Joint-Venture mit Cold Storage (Malaysia).
1995 eröffnete Dairy Farm vier Wellsave-Supermärkte in Japan über ein Joint Venture, an dem 60 % der Anteile gehalten wurden (1997 geschlossen). Ebenso erfolgte die Eröffnung von fünf Wellcome-Giant-Supermärkten in Shenzhen durch ein Joint Venture (1999 geschlossen). Dairy Farm unterzeichnete eine Vereinbarung über technische Unterstützung mit RPG Spencers, das acht Foodworld-Supermärkte in Indien betrieb. In Indonesien schloss Dairy Farm eine Vereinbarung über technische Unterstützung mit Mitra, dem Eigentümer der Discounterkette PT Hero.
1997 eröffnete Dairy Farm eine 50-50-Joint Venture mit der Drogeriekette Health and Glow in Indien und schloss ein Abkommen über technische Unterstützung in Indonesien mit Rajawali, um die Guardian-Apothekenkette zu betreiben, ab. Die verbleibenden 49 % der Anteile an Nestlé Dairy Farm wurden an Nestlé verkauft.
1998 veräußerte Dairy Farm Kwik Save in Großbritannien, die Simago-Kette in Spanien und schloss Mannings in Taiwan. Es kaufte 32 % von PT Hero, einer Supermarktkette mit 71 Filialen in Indonesien, und eröffnete einen Géant-Hypermarkt in Taiwan, ein Joint Venture mit der französischen Supermarktholding Groupe Casino. In Malaysia erhöhte das Unternehmen seine Anteile an der Supermarktkette Wellsave und an den Guardian-Apotheken mit 59 Filialen, wodurch es die Kontrolle über beide übernahm. 1999 wurden 90 % von Giant Malaysia mit zwei Hypermärkten und fünf Supermärkten übernommen. In Indien erwarb Dairy Farm einen Anteil von 49 % an der Supermarktkette Foodworld.

### Konsolidierung und erneute Expansion
Im Jahr 2000 verkaufte Dairy Farm seine 50%-Beteiligung an DFI Géant in Taiwan an den französischen Joint-Venture-Partner Casino. Es wurden 23 Apex-Filialen in Singapur übernommen, die in das Guardian-Geschäft eingegliedert wurden. Das Supermarktgeschäft in Taiwan wurde durch den Erwerb von 12 Maysoon-Filialen erweitert.
2001 schloss Dairy Farm den Verkauf von Franklins und seinem Großhandelsgeschäft in Hongkong, Sims Trading, ab. Dairy Farm erwarb die restlichen 10 % von Giant Malaysia. Das 65-prozentige Joint Venture, Guangdong Sai Yi Convenience Stores Ltd, wurde das erste Joint Venture für Convenience Stores, das von der Zentralregierung Chinas die Genehmigung erhielt, in Südchina tätig zu werden.
2002 schloss Dairy Farm den Verkauf von Woolworths in Neuseeland ab. Ferner wurde ein 50/50-Joint-Venture mit der CJ Corporation abgeschlossen. Dairy Farm investierte 5 Millionen US-Dollar in die Drogeriekette Olive Young in Südkorea und erwarb die Franchiserechte für IKEA Hongkong und Taiwan von Jardine Matheson.
2003 wurde die Supermarktkette Kayo mit 22 Filialen in Taiwan erworben. Die indonesische Tochtergesellschaft PT Hero erwarb 22 Tops-Supermärkte von dem niederländischen Konzern Ahold. Außerdem erwarb Dairy Farm von Ahold 34 Tops-Supermärkte in Malaysia, die in Giant und Cold Storage umbenannt wurden. In Singapur erwarb das Unternehmen 35 Shop-N-Save-Supermärkte und erweiterte damit sein dortiges Supermarktnetz auf 75 Filialen.
Dairy Farm erwarb 2004 die Daily-Stop-Kette von Convenience Stores in Hongkong. Sie firmierten in 7-Eleven um. Außerdem verkaufte Dairy Farm sein letztes Nicht-Einzelhandelsgeschäft, die Eisproduktion.
2005 erhöhte Dairy Far seinen Anteil an PT Hero in Indonesien auf 69 %, nachdem es zwei Ausschreibungen durchführte und eine Minderheitsbeteiligung erworben hatte. In Indien wurden mit Foodworld und Health and Glow neue Joint Venture-Partner gewonnen. Mit der Eröffnung der ersten Guardian-Filialen wurde der thailändische Markt erschlossen. 7-Eleven und Mannings traten im selben Jahr in den Macau-Markt ein. Dairy Farm erzielte einen bereinigten Nettogewinn von 190 Millionen US-Dollar.
2006 feierte Dairy Farm sein 120-jähriges Bestehen. Anlässlich dieses Jubiläums sponserte Dairy Farm den Umbau von zwei der ursprünglichen, achteckigen Kuhställe der alten Pokfulam-Farm in einen Aufführungs- und Kinoraum, das Wellcome Theatre, durch die Hong Kong Academy for Performing Arts. Die Einrichtung umfasst ein Auditorium mit 150 Sitzplätzen und ein angrenzendes Foyer.
7-Eleven South China erwarb 2007 110 Quik-Märkte in Guangzhou und benannte sie in 7-Eleven um. 7-Eleven Hongkong führte sein neues Ladenkonzept ein, das sich auf frische Lebensmittel konzentriert. Ein dreijähriges Renovierungsprogramm begann, um die Mehrheit der 822 Filialen auf das „Fresh Food“-Format umzustellen.
2008 eröffnete Mannings China seine erste Filiale außerhalb der Provinz Guangdong in Beijing City. Im Laufe des Jahres dehnte Mannings China seine Präsenz auch auf Nanjing, Chongqing und Shanghai aus. Der erste Giant-Hypermarkt wurde in Brunei eröffnet.
7-eleven South China eröffnete am 16. Oktober 2009 seine 550. Filiale in New City Zhujiang, Guangzhou. Mannings Hongkong erreichte mit der Eröffnung der 300. Filiale im Dezember einen Meilenstein.

### Neue Märkte in Asien
2010 eröffnete Giant seine ersten Supermärkte in Brunei.
Maxim's eröffnete 2011 seine ersten chinesischen Restaurants in Shanghai und Guangzhou und fügte im Laufe des Jahres drei Genki Sushi Outlets in Shenzhen und Guangzhou hinzu. In Vietnam wurden im Laufe des Jahres fünf neue Guardian-Filialen eröffnet. Das indonesische Geschäft von Dairy Farm überschritt im Laufe des Jahres die Marke von 500 Filialen.
2012 trat Dairy Farm in den kambodschanischen Markt ein, indem es eine 70%ige Beteiligung an einem Unternehmen erwarb, das sieben Lucky-Supermärkte und neun Fast-Food-Läden in Kambodscha betrieb. Dairy Farm trat auch in den philippinischen Markt ein, indem es eine 50%ige Beteiligung an Rustan's Supercenters erwarb, das zehn Shopwise-Hypermärkte, 13 Rustan's-Supermärkte und neun Expresslanes-Supermärkte betrieb.
2013 wurden die Shop-N-Save-Supermärkte in Singapur auf die Marke Giant umgestellt. Maxim's eröffnete seine erste Starbucks-Filiale in Vietnam. Ein Joint Venture wurde gegründet, um Mini-Märkte in Malaysia unter dem Namen G EKSPRES zu betreiben. Die erste Guardian-Filiale wurde in Phnom Penh, Kambodscha, eröffnet.
2014 veräußerte Dairy Farm seine 49%ige Beteiligung an Foodworld und seine 50%ige Beteiligung an Health and Glow an seinen Joint-Venture-Partner. Die Gruppe erwarb eine zusätzliche 16%ige Beteiligung an Rustan auf den Philippinen und erhöhte damit seinen Anteil auf 66 %. Es wurde eine Vereinbarung getroffen, eine strategische Partnerschaft mit Yonghui Superstores Co. Ltd. einzugehen und eine 19,99%ige Beteiligung an dem Unternehmen für ca. 925 Millionen US-Dollar zu erwerben. Dairy Farm betrat den philippinischen Drogerienmarkt durch den Erwerb einer 49%igen Beteiligung an Rose Pharmacy Inc. Das erste IKEA Einrichtungshaus wurde in Indonesien als Franchise eröffnet.
Dairy Farm erfüllte 2015 die lokalen regulatorischen Anforderungen in Malaysia mit der Veräußerung von 30 % der Stammaktien seines Lebensmitteleinzelhandelsgeschäfts, GCH Malaysia. Dairy Farm erwarb außerdem die Supermarktkette San Miu mit 15 Filialen in Macau und stärkte damit seine Einzelhandelspräsenz in diesem Gebiet. Maxim's nahm Ende 2015 als Franchisenehmer von Starbucks den Betrieb in Kambodscha auf.
2016 erwarb Maxim's das Franchise der italienischen Patisserie- und Restaurantbetreibers COVA in Hongkong und Macao und eröffnete außerdem das erste „The Cheesecake Factory“-Restaurant im Shanghai Disney Resort. Das erste mx cakes and bakery-Franchise entstand über ein Joint Venture in Thailand. 2016 betrieb Maxim's etwa 900 Filialen asienweit mit 24.000 Mitarbeitern.
IKEA eröffnete neue Abholstellen in Hongkong, Macau und Taiwan.
2017 wurde Ian Mcleod, der ehemalige CEO des US-amerikanischen Lebensmittelkonzerns Southeastern Grocers, zum Group Chief Executive ernannt. Rustan auf den Philippinen wurde zu einer hundertprozentigen Tochtergesellschaft, nachdem der verbleibende Anteil vom Joint-Venture-Partner der Gruppe erworben wurde. Maxim's erwarb die bestehenden Geschäfte und Franchisebetriebe von Genki Sushi in Singapur und Malaysia sowie von Starbucks in Singapur und Myanmar. Maxim's eröffnete außerdem seine erste The Cheesecake Factory in Hongkong und ein Jahr später in Peking. Ikea eröffnete das vierte Geschäft in Hongkong.
Im Mai 2019 startete Maxim's die ersten Starbucks-Filialen in Thailand.

### Umfirmierung
2020 verkaufte Dairy Farm sämtliche 180 Rose-Pharmacy-Filialen auf den Philippinen an Robinsons. Die erste Starbucks-Filiale in Laos wurde eröffnet, ebenso der erste IKEA in Macao.
Im Januar 2021 übernahm Carrefour Taiwan alle 199 Wellcome-Märkte, alle 25 Jasons Market-Place-Märkte sowie ein Warenhaus in Taiwan für 97 Millionen US-Dollar von Dairy Farm, die sich auf IKEA Taiwan konzentrieren wollten.
Im Mai kündigte Dairy Farm an, dass sämtliche 75 Giant-Märkte in Indonesien, die von ihrer Tochter PT Hero Supermarket betrieben wurden, im Rahmen der Konsolidierung bis Ende 2023 geschlossen werden. Während einige geschlossen blieben, wurden 5 Geschäfte als IKEA-Filialen und weitere als Guardian- oder Hero-Märkte wiedereröffnet. Im August 2021 erfolgt die Umbenennung der Dairy Farm Group in DFI Retail Group und die Einführung eines neuen Logos.
In Hongkong eröffnete mit dem IKEA-Pop-Up-Store die kleinste IKEA-Filiale weltweit und testete mit IKEA Close To You das erste Shop-in-shop-Konzept für die schwedische Franchise-Mutter.
The Cheesecake Factory eröffnete in Thailand, welches bereits die 15. Filiale asienweit war, nachdem bereits Filialen in Hongkong, Macao, Taiwan, und China bestanden. Auf dem Dach des Zentrallagers von Wellcome in Hongkong wurde eine 14.000 m² große Solaranlage, die größte in Hongkong, errichtet.
Im Mai 2022 eröffnete DFI die E-Commerce-Plattform yuu to me, über die die Hongkonger Kunden von Wellcome, Market Place, Mannings und 7-Eleven mit einem Sortiment von rund 30.000 Artikeln, die direkt nach Hause beliefert werden. Bis Ende 2024 sind 90 neue Starbucks-Filialen in Thailand geplant.
Im März 2023 verkaufte DFI seine Giant- und Cold-Storage-Märkte in Malaysia an die Gama Group von Andrew Tan. Im August wurde, nach sechs Jahren Amtszeit, Ian McLeod als CEO durch Scott Price abgelöst. Im September 2023 begann DFl in Singapur eine Partnerschaft mit der Online-Plattform Foodpanda, die rund 20.000 Artikel aus dem Sortiment der DFl-Töchter Cold Storage, CS Fresh und Giant online anbietet. Die Abwicklung der Einkäufe wird durch diese DFI-Töchter erledigt.
Im Jahr 2023 hatte das Unternehmen mehr als 800 Filialen in Singapur, die sich auf die Töchter 7-Eleven, Cold Storage, Giant und Guardian aufteilten.

## Tochterunternehmen
- Wellcome/Food World (280 Supermärkte mit 8.000 Mitarbeitern in Hongkong)[65]
- Jasons Market Place/Market Place by Jasons/Jasons Food Hall (über 40 gehobene Supermärkte in Hongkong)
- 7-Eleven (knapp 3.000 Convenience Stores in Hongkong, Macau und Guangdong)[66]
- Mannings (über 400 Drogeriemärkte in Hongkong, Macau und China)
- Jelita Shopping Centre (Einkaufszentrum in Singapur)[67]
- Cold Storage (48 Supermärkte in Singapur)[68]
- Giant (Verbrauchermärkte in Singapur)
- Guardian (über 1.110 Drogeriemärkte in Malaysia (500 Filialen)[69], Indonesien (300 Filialen)[70], Singapur (125 Filialen)[71], Vietnam (100 Filialen)[72], Brunei und Kambodscha)[73]
- HERO (Supermärkte in Indonesien)[65]
- IKEA-Franchisenehmer für Hongkong, Macau, Indonesien und Taiwan.[74]

Die Anzahl der Geschäfte wächst rasant: Während 2020 noch 9,997 Läden zu DFI gehörten, waren es 2021 bereits 10.286 und im Jahr 2022 über 10.600.

## Beteiligungen
- Mehrheitsbeteiligung an Maxim's Catering (Restaurants, Bäckereien, Cafés, Schnellrestaurants und Großküchen an 1.800 Standorten in China, Hongkong, Macau, Vietnam, Kambodscha, Thailand, Singapur, Malaysia und Laos)[76]
- Beteiligung an Yonghui Superstores (rund 1.000 Supermärkte in China) und an Robinsons.[77]

## Wohltätigkeitskampagnen
Folgende Wohltätigkeitskampagnen unterstützt die DFI Retail Group: Have You Eaten?” (kostenlose Mahlzeiten für sozial Benachteiligte in Singapur)
- “The meal is ready to serve” (kostenlose Mahlzeiten für sozial Benachteiligte in Hongkong)[80]
- “Low Prices Locked” (Preissenkungen in den eigenen Geschäften in Hongkong, Singapur und Malaysia für alle Senioren)[80][81]
- “Helping Kids Grow Happier, Healthier and Stronger” (trägt in Hongkong dazu bei, die Gesundheitslücke für unterprivilegierte Kinder zu schließen)[82]